# Азијане
Азијане (фр. Azillanet) је насеље и општина у јужној Француској у региону Лангдок-Русијон, у департману Еро која припада префектури Безје.
По подацима из 2011. године у општини је живело 426 становника, а густина насељености је износила 29,58 становника/km². Општина се простире на површини од 14,4 km². Налази се на средњој надморској висини од 100 метара (максималној 279 m, а минималној 62 m).

## Демографија
| 1962. | 1968. | 1975. | 1982. | 1990. | 1999. | 2011. |
| ----- | ----- | ----- | ----- | ----- | ----- | ----- |
| 430   | 468   | 384   | 371   | 331   | 370   | 426   |

График промене броја становника у току последњих година